# Killarney
 (février 2017).
Si vous disposez d'ouvrages ou d'articles de référence ou si vous connaissez des sites web de qualité traitant du thème abordé ici, merci de compléter l'article en donnant les références utiles à sa vérifiabilité et en les liant à la section « Notes et références ».
Pour les articles homonymes, voir Killarney (homonymie).
Killarney (en irlandais Cill Airne) est une ville du comté de Kerry, située dans le Sud-Ouest de l'Irlande, qui compte environ 15 000 habitants.

## Géographie
La ville est située au creux d’une vallée bordant les Macgillycuddy's Reeks au bord des lacs de Killarney. Elle constitue l'entrée principale du parc national de Killarney qui couvre une bonne partie du centre et des montagnes du Comté de Kerry. Une cathédrale est située auprès de la route qui mène vers Killorglin[Laquelle ?].
Grâce à la proximité du parc national, ainsi qu'à la présence de sites et monuments importants comme Muckross House, Muckross Abbey, Ross Castle, ainsi que l'anneau du Kerry, la ville est un des hauts lieux du tourisme en Irlande. Après Dublin, Killarney est la ville qui possède la plus grande capacité d’accueil du pays. Le tourisme est la principale activité économique de la région.

## Histoire
Aghadoe, le townland local qui surplombe l'actuel Killarney, a peut-être été un site païen.
Le site a également été associé au missionnaire du Ve siècle saint Abban, mais les pierres ogham du VIIe siècle constituent la première preuve claire de l'utilisation d'Aghadoe comme site important.
Selon la légende, saint Finian a fondé un monastère à Aghadoe au VIe siècle ou au VIIe siècle. La première trace écrite d'un monastère date de 939 apr. J.-C. dans les Annales d'Innisfallen où le monastère d'Aghadoe est appelé la Vieille Abbaye.

### Séjour duGénéral de Gaulle
Le mardi 3 juin 1969, le général de Gaulle, venant de Cashel, dans le comté de Galway, se rend à Killarney, ville importante du comté de Kerry  et y séjourne près de quinze jours. Il vote par procuration le 15 juin 1969, pour le deuxième tour des élections présidentielles de juin 1969. Il  quitte cette ville le mardi 17 juin au matin pour séjourner ensuite à Dublin pour les derniers jours de son séjour en Irlande, son séjour ayant commencé le 10 mai. Il quittera l'Irlande le jeudi 19 juin dans l'après-midi afin de regagner la France par  un vol spécial effectué par le G.L.A.M., unité particulière de l'Armée de l'Air chargée des transports de hautes personnalités françaises, entre l'aéroport international de Dublin et la base aérienne 113 de Saint-Dizier.

## Lieux et monuments
La cathédrale Saint Mary est de style néogothique, elle a été construite de 1842 à 1855 par Augustus Pugin, architecte du Parlement de Londres. Une première restauration a été réalisée dans les années 1970.
Le menhir de Killarney se trouve à environ 2 km à l'est-nord-est de la localité ;
Le cromlech de Lissyviggeen, cercle de pierres, encore appelé les Sept-Sœurs (Seven sisters).

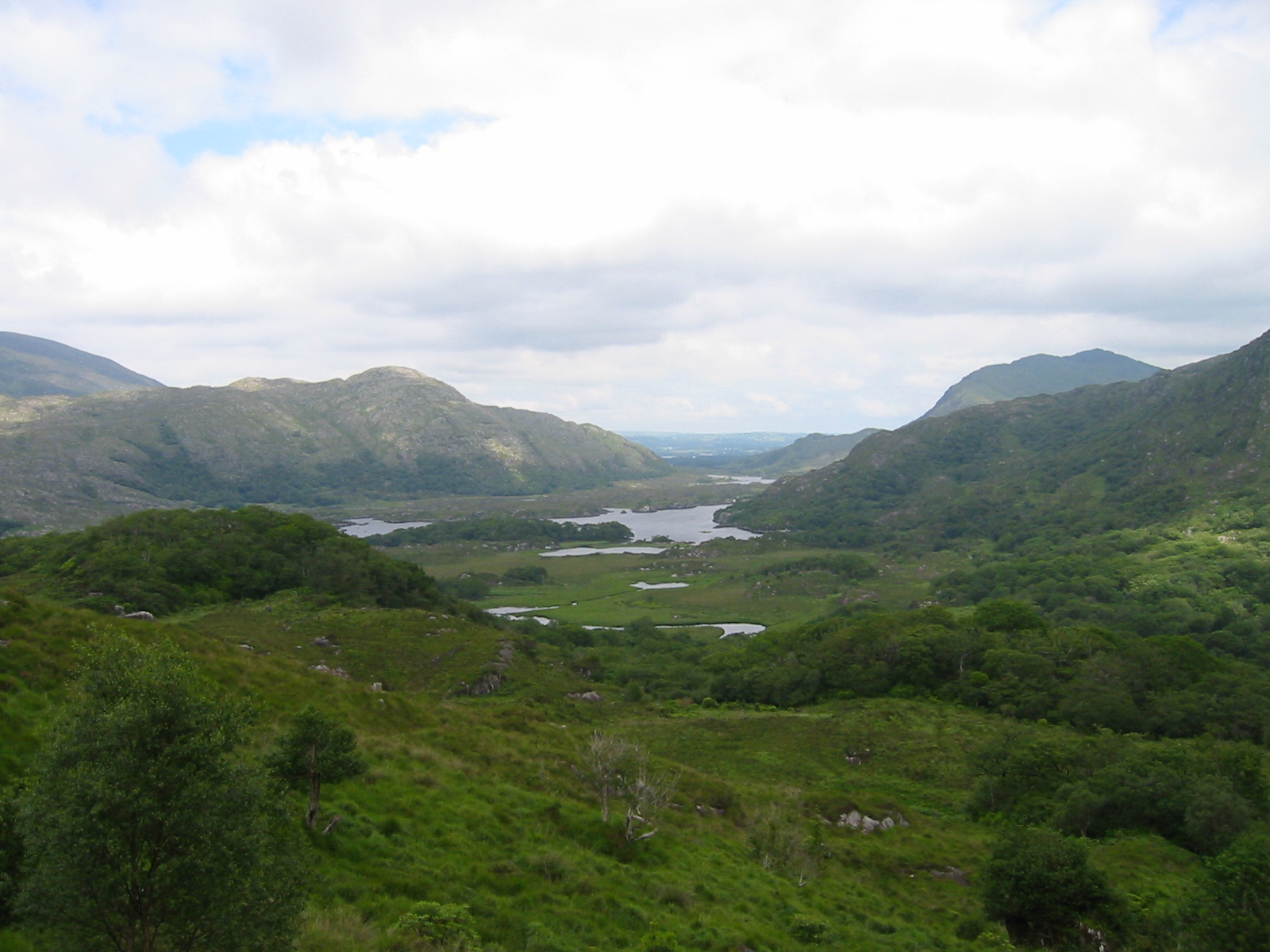
Ladies View.
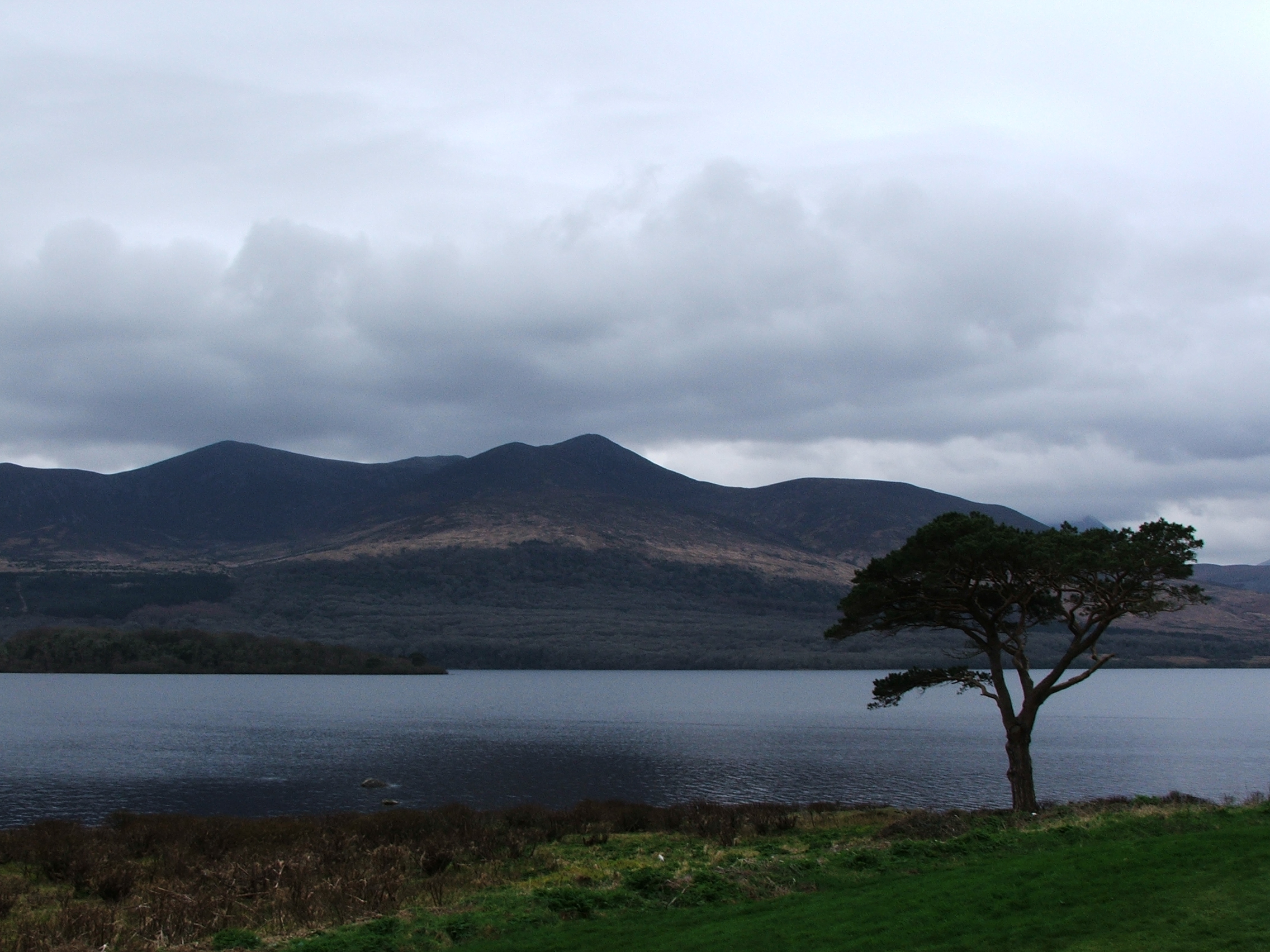
Lac de Killarney.

## Personnalités
- Jessie Buckley, chanteuse, actrice et finaliste de I'd Do Anything série de la BBC ;
- Colm Cooper,  football gaélique ;
- Michael Fassbender, acteur.
- Oisin Murphy, jockey
- Hugh O'Flaherty, prêtre et résistant pendant la Seconde Guerre mondiale.
- Colin O'Sullivan, romancier.

## Source
- (en) Cet article est partiellement ou en totalité issu de l’article de Wikipédia en anglais intitulé « Killarney » (voir la liste des auteurs).